# Израильско-эритрейские отношения
Израильско-эритрейские отношения — двусторонние дипломатические отношения между Эритреей и Израилем. Два государства установили дипломатические отношения в 1993 году вскоре после провозглашения Эритреей независимости. У Эритреи есть посольство в Башнях-близнецах, Рамат-Ган, а у Израиля есть посольство в Асмэре. Израильско-эритрейские отношения осложнены тем, что Израиль имеет тесные связи с Эфиопией, которая в свою очередь, недружелюбна к Эритрее в течение долгого времени. Тем не менее их связи считаются близкими. Официальное название Эритреи, Государство Эритрея, было выбрано из-за официального названия Израиля, Государство Израиль. По этому же принципу эритрейская армия называется Армией обороны Эритреи. Посол Израиля в Эритрее — Менахем Канафи.

## История

### Война за независимость Эритреи
Практически во время всего срока Войны за независимость Израиль оказывал поддержку Эфиопии. Это происходило потому, что Израиль видел эритрейский конфликт как продолжение более широкого арабо-израильского конфликта. Большинство арабских государств поддерживало отделение Эритреи от Эфиопии. Они предполагали, что мусульманское население страны (45 %) позволит Красному морю остаться «арабскими водами». По этой причине Израиль стал союзником эфиопскому правительству, чтобы контролировать длинное эритрейское побережье, которое тянется на 1 080 км. Это началось в начале 1960-х годов, когда Израиль начал помогать эфиопскому правительству в различных кампаниях против Фронт освобождения Эритреи (ФОЭ). Эфиопское правительство рисовало эритрейских повстанцев как арабскую угрозу всему африканскому региону; этот аргумент убедил израильтян принять сторону эфиопов в этом конфликте. Израиль тренировал противоповстанческие силы с тем, чтобы справиться с ФОЭ. Израиль считал, что освободительную борьбу эритрейцев поддерживают арабские страны и боялся, что проарабски настроенная независимая Эритрея может заблокировать проход израильских кораблей через Красное море. С ходом развития военных действий израильская помощь эфиопскому правительству увеличивалась. К 1966 году в Эфиопии работали около 100 военных советников из Израиля. К 1967 году войска, тренируемые израильскими инструкторами, установили контроль над большей частью Эритреи. К концу 1970 года Народный фронт освобождения Эритреи стал главной повстанческой группой в Эритрее после того, как разбил ФОЭ с помощью Народного фронта освобождения Тыграя. После ещё одного десятилетия войны, в мае 1991 года эфиопское правительство было свергнуто НФОЭ и НФОТ.

### Период независимости
Стратегическое партнерство между новым правительством Эритреи и Израилем было оформлено, когда эритрейский президент Исайяс Афеворки приезжал в Израиль на медицинское лечение в 1993 году. Его перевезли в Израиль на американском самолете. Представитель США в эритрейской столице Асмара предложил эту идею, когда стало известно о болезни президента. Череда этих событий, вместе с предложенной американцами помощью, привела к открытию израильского посольства в Амсаре 15 марта 1993 года, о чём официально было объявлено только 27 апреля 1993 года. Некоторые арабские государства говорят о связях в военной и разведывательной сферах, в том числе о том, что Израиль помогал Эритрее во время Ханишского конфликта против Йемена (который официально не признает Израиль), однако, у этих слухов не нашлось четких доказательств.

## Сотрудничество

### Военное и оборонное
По сообщению некоторых СМИ в Эритрее находится израильская военная база, которая включает в себя базу прослушки на горе Амба-Моссино и доки на архипелаге Дахлак. База существует как минимум с 2012 года и используется в основном для контролирования деятельности Ирана в Красном море и Баб-эль-Мандебском проливе.
В октябре 2023 года на фоне операции «Железные мечи» по сведениям ливанского телеканала Al Mayadeen было совершено нападение на зарубежную военно-морскую базу ВМС Израиля, расположенную на архипелаге Дахлак в Эритрее. Это крупнейшая база ВМС Израиля вне пределов его территориальных вод была основана в 1995 году (по сведениям йеменской газеты «Ас-Саура»).

## Эритрейские беженцы в Израиле
По сообщениям СМИ, на июль 2018 года в Израиле проживали 35 659 выходцев из Эритреи и Судана, ожидающих рассмотрения их прошений о предоставлении статуса беженца. В октябре 2018 года Израиль в лице представителей штаба национальной безопасности при министерстве главы правительства впервые начало прямые переговоры с Амсэрой о начале процесса возврата 20 000 эритрейских беженцев из еврейского государства на родину. Израиль хочет получить гарантии о непреследовании вернувшихся домой эритрейцев за дезертирство. Кроме того, Израиль также проводит совместные консультации со Швейцарией, которая также планирует депортировать около 40 000 эритрейцев, находящихся на её территории.
После подписания соглашения о нормализации отношений Израиля с Суданом, встал вопрос о возвращении на родину нелегальных мигрантов из Судана и Эритреи. Вместе с тем, директор Управления иммиграции и народонаселения, профессор Шломо Мор-Йосеф заявил, что люди не будут депортированы из страны против их воли. Израильское правительство предоставляет каждому решившему вернуться домой добровольно беженцу бесплатный билет на самолёт и $3500 наличными, однако число таких желающих (эритрейцев) в 2019 году составило 2172 человека, а в 2020 году сократилось до 606 человек.